# Un giorno da pecora
Un giorno da pecora è una trasmissione radiofonica di Rai Radio 1 in onda dalla Sala F di via Asiago in Roma dal lunedì al venerdì dalle 13:30 alle 15:00, condotta da Geppi Cucciari e Giorgio Lauro.

## Storia
La prima puntata andò in onda il 21 giugno 2008 su Radio 2. La conduzione iniziale fu affidata a Claudio Sabelli Fioretti e Federica Gentile, con la regia di Luca Bona. L'edizione si svolse nel periodo estivo, il sabato e la domenica dalle 13:40 alle 16:00. Tra i primi collaboratori vi fu Francesco Cossiga, presidente emerito della Repubblica Italiana, che dopo una prima intervista accettò di diventare ospite fisso, nell'ironica veste di disc jockey, sotto lo pseudonimo di DJ-K.
La seconda edizione andò in onda dal lunedì al venerdì nella fascia oraria 18:00 - 19:30, sostituendo Caterpillar nel periodo estivo. Giorgio Lauro subentrò a Federica Gentile nella conduzione, mentre la regia fu affidata a Rossano Lo Mele.
La terza edizione ebbe inizio il 4 gennaio 2010 e si collocò nella fascia oraria 13:40 - 15:00 dal lunedì al venerdì, formula mantenuta anche nella quarta edizione, che partì il 27 settembre 2010 e durò nove mesi.
Dal 2 aprile 2012, durante la quinta stagione, il programma fu trasmesso in contemporanea sul canale all-news Rai News 24.
La sesta stagione, iniziata il 1º ottobre 2012, subì una riduzione temporanea della durata, andando in onda per  soli 10 minuti al giorno (dalle 13:40 alle 13:50) fino alla pausa natalizia. Dopo essere stata sostituita temporaneamente da Miracolo Italiano, la trasmissione riprese il suo formato standard a partire dal 14 gennaio 2013.
L’ottava edizione, iniziata il 14 settembre 2015, segnò un cambio di conduzione: accanto a Giorgio Lauro arrivò Geppi Cucciari, che quindi prese il posto di Claudio Sabelli Fioretti.
Dalla nona stagione, iniziata il 12 settembre 2016, passò dalle frequenze di Radio 2 a quelle di Radio 1. 
La dodicesima stagione ebbe inizio il 23 settembre 2019 e si concluse il 25 giugno 2020, seguita dalla tredicesima edizione (22 settembre 2020 - 18 giugno 2021). La quattordicesima stagione si svolse dal 20 settembre 2021 al 1º luglio 2022, mentre l’edizione 2022/2023 andò in onda dal 12 settembre 2022 al 30 giugno 2023. 
Tra aprile e maggio 2022, Geppi Cucciari fu temporaneamente sostituita da Francesca Fagnani; nel corso di alcune puntate del 2024, i conduttori ospiti sono stati Enzo Iacchetti e Marisa Laurito.
L’edizione 2023/2024 prese avvio il 25 settembre 2023.
L'ultima edizione è cominciata il 30 settembre 2024. A partire dal 22 marzo 2025, Giorgio Lauro è stato temporaneamente assente a causa di un'influenza che si è successivamente complicata in una broncopolmonite. Durante il periodo della sua indisposizione, la conduzione è stata affidata alla sola Geppi Cucciari, affiancata occasionalmente da ospiti (tra i quali Marisa Laurito e Serena Dandini. Nei giorni in cui anche la Cucciari risultava impegnata per motivi professionali, il programma non è andato in onda ed è stato sostituito nella programmazione da Radio 1 Musica. La trasmissione è ripresa regolarmente con i consueti conduttori venerdì 18 aprile. L'ultima puntata è andata in onda venerdì 13 giugno, nella consueta puntata di chiusura dedicata alle risposte dei conduttori agli ascoltatori che telefonano in diretta ("Un giorno da pecora risponde").

## Descrizione
Ogni puntata del programma è strutturata con un ospite in studio, di solito un politico, vari collegamenti telefonici e alcuni intermezzi di satira politica a cura di Francesca Fornario.
A partire dalla quinta stagione in studio è stato presente il duo vocale femminile "Le Ebernies", Serena Pagnani e Rachele Brancatisano, che ha punteggiato la trasmissione con cori, domande cantate, canzoni dedicate all'attualità, e una intervista cantata all'ospite, realizzata dopo la trasmissione radiofonica ma diffusa solo sul sito internet. In seguito l'orchestrina ha cambiato nome in "Violet Noise" e in studio sono stati presenti Serena Pagnani e Gianluigi Di Bona, mentre Brancatisano è diventata autrice della trasmissione. Attualmente i siparietti musicali sono affidati al "Che Duo Meloni", Beatrice Rigillo e Luigi Salerno.
Per un lungo periodo la conclusione della puntata è stata preceduta da un vaticinio sul futuro dell'ospite del giorno, a cura del Divino Otelma, e da una barzelletta raccontata da un politico. La rubrica di Otelma è stata chiusa con l'inizio della pandemia di Covid-19.
Dal 2014, il senatore Maurizio Gasparri è un ospite ricorrente del programma. Le sue partecipazioni includono sia interventi in diretta che telefonici, in cui si distingue per il suo stile ironico, in particolare recitando sue poesie sulle giornate del campionato di Serie A (Ode al campionato) o dedicandole a personaggi politici.

## Elenco delle puntate

### Stagione 2024/25

#### Elenco delle puntate del 2024
| Data              | Conduttori                    | Regia           | Ospiti principali                                                         | Note | Fonte         |
| ----------------- | ----------------------------- | --------------- | ------------------------------------------------------------------------- | ---- | ------------- |
| 30 settembre 2024 | Giorgio Lauro, Geppi Cucciari | Luca Bernardini | Paolo Zangrillo; al telefono: Massimo Giletti, Maurizio Gasparri          |      | RaiPlay Sound |
| 1 ottobre 2024    | Giorgio Lauro, Geppi Cucciari | Luca Bernardini | –                                                                         |      | RaiPlay Sound |
| 2 ottobre 2024    | Giorgio Lauro, Geppi Cucciari | Luca Bernardini | –                                                                         |      | RaiPlay Sound |
| 3 ottobre 2024    | Giorgio Lauro, Geppi Cucciari | Luca Bernardini | –                                                                         |      | RaiPlay Sound |
| 4 ottobre 2024    | Giorgio Lauro, Geppi Cucciari | Luca Bernardini | –                                                                         |      | RaiPlay Sound |
| 7 ottobre 2024    | Giorgio Lauro, Geppi Cucciari | Luca Bernardini | –                                                                         |      | RaiPlay Sound |
| 8 ottobre 2024    | Giorgio Lauro, Geppi Cucciari | Luca Bernardini | –                                                                         |      | RaiPlay Sound |
| 9 ottobre 2024    | Giorgio Lauro, Geppi Cucciari | Luca Bernardini | –                                                                         |      | RaiPlay Sound |
| 10 ottobre 2024   | Giorgio Lauro, Geppi Cucciari | Luca Bernardini | –                                                                         |      | RaiPlay Sound |
| 11 ottobre 2024   | Giorgio Lauro, Geppi Cucciari | Luca Bernardini | –                                                                         |      | RaiPlay Sound |
| 14 ottobre 2024   | Giorgio Lauro, Geppi Cucciari | Luca Bernardini | –                                                                         |      | RaiPlay Sound |
| 15 ottobre 2024   | Giorgio Lauro, Geppi Cucciari | Luca Bernardini | –                                                                         |      | RaiPlay Sound |
| 16 ottobre 2024   | Giorgio Lauro, Geppi Cucciari | Luca Bernardini | –                                                                         |      | RaiPlay Sound |
| 17 ottobre 2024   | Giorgio Lauro, Geppi Cucciari | Luca Bernardini | –                                                                         |      | RaiPlay Sound |
| 18 ottobre 2024   | Giorgio Lauro, Geppi Cucciari | Luca Bernardini | –                                                                         |      | RaiPlay Sound |
| 21 ottobre 2024   | Giorgio Lauro, Geppi Cucciari | Luca Bernardini | –                                                                         |      | RaiPlay Sound |
| 22 ottobre 2024   | Giorgio Lauro, Geppi Cucciari | Luca Bernardini | –                                                                         |      | RaiPlay Sound |
| 23 ottobre 2024   | Giorgio Lauro, Geppi Cucciari | Luca Bernardini | –                                                                         |      | RaiPlay Sound |
| 24 ottobre 2024   | Giorgio Lauro, Geppi Cucciari | Luca Bernardini | –                                                                         |      | RaiPlay Sound |
| 25 ottobre 2024   | Giorgio Lauro, Geppi Cucciari | Luca Bernardini | –                                                                         |      | RaiPlay Sound |
| 28 ottobre 2024   | Giorgio Lauro, Geppi Cucciari | Luca Bernardini | –                                                                         |      | RaiPlay Sound |
| 29 ottobre 2024   | Giorgio Lauro, Geppi Cucciari | Luca Bernardini | –                                                                         |      | RaiPlay Sound |
| 30 ottobre 2024   | Giorgio Lauro, Geppi Cucciari | Luca Bernardini | –                                                                         |      | RaiPlay Sound |
| 31 ottobre 2024   | Giorgio Lauro, Geppi Cucciari | Luca Bernardini | –                                                                         |      | RaiPlay Sound |
| 1 novembre 2024   | Giorgio Lauro, Geppi Cucciari | Luca Bernardini | –                                                                         |      | RaiPlay Sound |
| 4 novembre 2024   | Giorgio Lauro, Geppi Cucciari | Luca Bernardini | –                                                                         |      | RaiPlay Sound |
| 5 novembre 2024   | Giorgio Lauro, Geppi Cucciari | Luca Bernardini | –                                                                         |      | RaiPlay Sound |
| 6 novembre 2024   | Giorgio Lauro, Geppi Cucciari | Luca Bernardini | –                                                                         |      | RaiPlay Sound |
| 7 novembre 2024   | Giorgio Lauro, Geppi Cucciari | Luca Bernardini | –                                                                         |      | RaiPlay Sound |
| 8 novembre 2024   | Giorgio Lauro, Geppi Cucciari | Luca Bernardini | –                                                                         |      | RaiPlay Sound |
| 11 novembre 2024  | Giorgio Lauro, Geppi Cucciari | Luca Bernardini | –                                                                         |      | RaiPlay Sound |
| 12 novembre 2024  | Giorgio Lauro, Geppi Cucciari | Luca Bernardini | –                                                                         |      | RaiPlay Sound |
| 13 novembre 2024  | Giorgio Lauro, Geppi Cucciari | Luca Bernardini | –                                                                         |      | RaiPlay Sound |
| 14 novembre 2024  | Giorgio Lauro, Geppi Cucciari | Luca Bernardini | –                                                                         |      | RaiPlay Sound |
| 15 novembre 2024  | Giorgio Lauro, Geppi Cucciari | Luca Bernardini | –                                                                         |      | RaiPlay Sound |
| 18 novembre 2024  | Giorgio Lauro, Geppi Cucciari | Luca Bernardini | –                                                                         |      | RaiPlay Sound |
| 19 novembre 2024  | Giorgio Lauro, Geppi Cucciari | Luca Bernardini | –                                                                         |      | RaiPlay Sound |
| 20 novembre 2024  | Giorgio Lauro, Geppi Cucciari | Luca Bernardini | –                                                                         |      | RaiPlay Sound |
| 21 novembre 2024  | Giorgio Lauro, Geppi Cucciari | Luca Bernardini | –                                                                         |      | RaiPlay Sound |
| 22 novembre 2024  | Giorgio Lauro, Geppi Cucciari | Luca Bernardini | –                                                                         |      | RaiPlay Sound |
| 25 novembre 2024  | Giorgio Lauro, Geppi Cucciari | Luca Bernardini | –                                                                         |      | RaiPlay Sound |
| 26 novembre 2024  | Giorgio Lauro, Geppi Cucciari | Luca Bernardini | –                                                                         |      | RaiPlay Sound |
| 27 novembre 2024  | Giorgio Lauro, Geppi Cucciari | Luca Bernardini | –                                                                         |      | RaiPlay Sound |
| 28 novembre 2024  | Giorgio Lauro, Geppi Cucciari | Luca Bernardini | –                                                                         |      | RaiPlay Sound |
| 29 novembre 2024  | Giorgio Lauro, Geppi Cucciari | Luca Bernardini | –                                                                         |      | RaiPlay Sound |
| 2 dicembre 2024   | Giorgio Lauro, Geppi Cucciari | Luca Bernardini | –                                                                         |      | RaiPlay Sound |
| 3 dicembre 2024   | Giorgio Lauro, Geppi Cucciari | Luca Bernardini | –                                                                         |      | RaiPlay Sound |
| 4 dicembre 2024   | Giorgio Lauro, Geppi Cucciari | Luca Bernardini | –                                                                         |      | RaiPlay Sound |
| 5 dicembre 2024   | Giorgio Lauro, Geppi Cucciari | Luca Bernardini | –                                                                         |      | RaiPlay Sound |
| 6 dicembre 2024   | Giorgio Lauro, Geppi Cucciari | Luca Bernardini | –                                                                         |      | RaiPlay Sound |
| 9 dicembre 2024   | Giorgio Lauro, Geppi Cucciari | Luca Bernardini | –                                                                         |      | RaiPlay Sound |
| 10 dicembre 2024  | Giorgio Lauro, Geppi Cucciari | Luca Bernardini | –                                                                         |      | RaiPlay Sound |
| 11 dicembre 2024  | Giorgio Lauro, Geppi Cucciari | Luca Bernardini | –                                                                         |      | RaiPlay Sound |
| 12 dicembre 2024  | Giorgio Lauro, Geppi Cucciari | Luca Bernardini | –                                                                         |      | RaiPlay Sound |
| 13 dicembre 2024  | Giorgio Lauro, Geppi Cucciari | Luca Bernardini | –                                                                         |      | RaiPlay Sound |
| 16 dicembre 2024  | Giorgio Lauro, Geppi Cucciari | Luca Bernardini | –                                                                         |      | RaiPlay Sound |
| 17 dicembre 2024  | Giorgio Lauro, Geppi Cucciari | Luca Bernardini | –                                                                         |      | RaiPlay Sound |
| 18 dicembre 2024  | Giorgio Lauro, Geppi Cucciari | Luca Bernardini | –                                                                         |      | RaiPlay Sound |
| 19 dicembre 2024  | Giorgio Lauro, Geppi Cucciari | Luca Bernardini | –                                                                         |      | RaiPlay Sound |
| 20 dicembre 2024  | Giorgio Lauro, Geppi Cucciari | Luca Bernardini | in studio Paolo Bonolis ed Arianna Ciampoli; al telefono Ignazio La Russa |      | RaiPlay Sound |

#### Elenco delle puntate del 2025
| Data             | Conduttori                        | Regia           | Ospiti principali                                                                                         | Fonte         |
| ---------------- | --------------------------------- | --------------- | --- | ------------- |
| 13 gennaio 2025  | Giorgio Lauro, Geppi Cucciari     | Luca Bernardini | – | RaiPlay Sound |
| 14 gennaio 2025  | Giorgio Lauro, Geppi Cucciari     | Luca Bernardini | – | RaiPlay Sound |
| 15 gennaio 2025  | Giorgio Lauro, Geppi Cucciari     | Luca Bernardini | – | RaiPlay Sound |
| 16 gennaio 2025  | Giorgio Lauro, Geppi Cucciari     | Luca Bernardini | Raffaele Nevi; Marino Bartoletti; Pamela Prati                                                            | RaiPlay Sound |
| 17 gennaio 2025  | Giorgio Lauro, Geppi Cucciari     | Luca Bernardini | Barbara Alberti                                                                                           | RaiPlay Sound |
| 20 gennaio 2025  | Giorgio Lauro, Geppi Cucciari     | Luca Bernardini | Luca Toccalini; telefono: Lino Banfi, Massimo Cacciari, Paolo Borchia                                     | RaiPlay Sound |
| 21 gennaio 2025  | Giorgio Lauro, Geppi Cucciari     | Luca Bernardini | Maria Elena Boschi; telefono: Ignazio La Russa                                                            | RaiPlay Sound |
| 24 gennaio 2025  | Giorgio Lauro, Geppi Cucciari     | Luca Bernardini | Simonetta Matone; Nicola Pietrangeli                                                                      | RaiPlay Sound |
| 27 gennaio 2025  | Giorgio Lauro, Geppi Cucciari     | Luca Bernardini | Vincenzo Spadafora; Ilario Lombardo; Paolo Bertolucci                                                     | RaiPlay Sound |
| 28 gennaio 2025  | Giorgio Lauro, Marisa Laurito     | Luca Bernardini | Ettore Rosato; Luigi Li Gotti; Luigi De Magistris                                                         | RaiPlay Sound |
| 29 gennaio 2025  | Giorgio Lauro, Geppi Cucciari     | Luca Bernardini | Maurizio Lupi; Elisabetta Piccolotti; Luigi Li Gotti; Alba Parietti; Massimiliano Ossini                  | RaiPlay Sound |
| 30 gennaio 2025  | Giorgio Lauro, Geppi Cucciari     | Luca Bernardini | Rino Barillari; telefono: Andrea Orlando                                                                  | RaiPlay Sound |
| 3 febbraio 2025  | Giorgio Lauro, Geppi Cucciari     | Luca Bernardini | Federico Freni; Maurizio Gasparri                                                                         | RaiPlay Sound |
| 4 febbraio 2025  | Giorgio Lauro, Geppi Cucciari     | Luca Bernardini | Carlo Conti; Laura Boldrini; Luigi Li Gotti; Antonio Pruno                                                | RaiPlay Sound |
| 6 febbraio 2025  | Giorgio Lauro, Geppi Cucciari     | Luca Bernardini | Manlio Messina; Giovanni Maria Flick; Gerry Scotti                                                        | RaiPlay Sound |
| 7 febbraio 2025  | Giorgio Lauro, Geppi Cucciari     | Luca Bernardini | – | RaiPlay Sound |
| 10 febbraio 2025 | Giorgio Lauro, Geppi Cucciari     | Luca Bernardini | Al Bano Carrisi; telefono: Roberto Vannacci, Maurizio Gasparri                                            | RaiPlay Sound |
| 11 febbraio 2025 | Giorgio Lauro, Geppi Cucciari     | Luca Bernardini | Claudio Durigon; Cesare Parodi                                                                            | RaiPlay Sound |
| 12 febbraio 2025 | Giorgio Lauro, Geppi Cucciari     | Luca Bernardini | Vittoria Baldino                                                                                          | RaiPlay Sound |
| 13 febbraio 2025 | Giorgio Lauro, Geppi Cucciari     | Luca Bernardini | Graziano Delrio; telefono: Brunori Sas                                                                    | RaiPlay Sound |
| 14 febbraio 2025 | Giorgio Lauro                     | Luca Bernardini | Viceministro Sisto; Matilde Siracusano; Dario Nardella                                                    | RaiPlay Sound |
| 17 febbraio 2025 | Giorgio Lauro, Geppi Cucciari     | Luca Bernardini | Nunzia De Girolamo; Andrea Crisanti; Andrea Giani; Maurizio Gasparri                                      | RaiPlay Sound |
| 18 febbraio 2025 | Giorgio Lauro, Geppi Cucciari     | Luca Bernardini | Carlo Calenda                                                                                             | RaiPlay Sound |
| 19 febbraio 2025 | Giorgio Lauro, Geppi Cucciari     | Luca Bernardini | Giorgio Mulè                                                                                              | RaiPlay Sound |
| 20 febbraio 2025 | Giorgio Lauro, Geppi Cucciari     | Luca Bernardini | Elisabetta Gardini; Nicola Fratoianni; Simone Cristicchi; Evelina Christillin                             | RaiPlay Sound |
| 21 febbraio 2025 | Giorgio Lauro, Geppi Cucciari     | Luca Bernardini | Antonino Tamburello; telefono: Centinaio, La Salandra, Bettini                                            | RaiPlay Sound |
| 24 febbraio 2025 | Giorgio Lauro, Geppi Cucciari     | Luca Bernardini | Roberto Gualtieri                                                                                         | RaiPlay Sound |
| 25 febbraio 2025 | Giorgio Lauro, Geppi Cucciari     | Luca Bernardini | Paolo Zangrillo                                                                                           | RaiPlay Sound |
| 26 febbraio 2025 | Giorgio Lauro, Geppi Cucciari     | Luca Bernardini | – | RaiPlay Sound |
| 27 febbraio 2025 | Giorgio Lauro, Geppi Cucciari     | Luca Bernardini | Francesco Silvestri; Alessandro Gassmann; Oscar Farinetti                                                 | RaiPlay Sound |
| 28 febbraio 2025 | Giorgio Lauro, Brenda Lodigiani   | Luca Bernardini | Pierfrancesco Majorino; Alessandra Maiorino; Lamberto Dini; Sergio D'Antoni                               | RaiPlay Sound |
| 3 marzo 2025     | Giorgio Lauro, Geppi Cucciari     | Luca Bernardini | Maurizio Gasparri; Michele Serra; Andrea Romano; Andrea Giani                                             | RaiPlay Sound |
| 4 marzo 2025     | Giorgio Lauro, Geppi Cucciari     | Luca Bernardini | – | RaiPlay Sound |
| 5 marzo 2025     | Giorgio Lauro, Geppi Cucciari     | Luca Bernardini | Matteo Orfini; Gianni Rivera; Erri De Luca; Pierpaolo Bombardieri                                         | RaiPlay Sound |
| 6 marzo 2025     | Giorgio Lauro, Geppi Cucciari     | Luca Bernardini | Ricciardi; Parodi; Amendola; Scalera                                                                      | RaiPlay Sound |
| 7 marzo 2025     | Giorgio Lauro, Geppi Cucciari     | Luca Bernardini | Pupi Avati; Cottarelli; Bonelli; Majorino                                                                 | RaiPlay Sound |
| 10 marzo 2025    | Giorgio Lauro, Geppi Cucciari     | Luca Bernardini | Francesco Specchia; Maurizio Gasparri                                                                     | RaiPlay Sound |
| 11 marzo 2025    | Giorgio Lauro, Geppi Cucciari     | Luca Bernardini | Laura Boldrini                                                                                            | RaiPlay Sound |
| 12 marzo 2025    | Giorgio Lauro, Marisa Laurito     | Luca Bernardini | Gianluca Caramanna; Marco Tarquinio; Katia Ricciarelli                                                    | RaiPlay Sound |
| 13 marzo 2025    | Giorgio Lauro, Geppi Cucciari     | Luca Bernardini | Massimiliano Fedriga; Zaynab Dosso                                                                        | RaiPlay Sound |
| 14 marzo 2025    | Giorgio Lauro, Geppi Cucciari     | Luca Bernardini | Gianni Cuperlo; Al Bano Carrisi; Andrea Crisanti; Willy Peyote                                            | RaiPlay Sound |
| 17 marzo 2025    | Giorgio Lauro, Geppi Cucciari     | Luca Bernardini | Gianrico Carofiglio; Maurizio Gasparri; Romeo (Lega); Clemente Mastella; Jo Squillo                       | RaiPlay Sound |
| 18 marzo 2025    | Giorgio Lauro, Geppi Cucciari     | Luca Bernardini | Moreno; Borghi; Crisanti; Bobby Solo                                                                      | RaiPlay Sound |
| 19 marzo 2025    | Giorgio Lauro, Geppi Cucciari     | Luca Bernardini | Rosy Bindi; Simona Malpezzi                                                                               | RaiPlay Sound |
| 20 marzo 2025    | Giorgio Lauro, Geppi Cucciari     | Luca Bernardini | Alberto Balboni; Rita Pavone                                                                              | RaiPlay Sound |
| 21 marzo 2025    | Giorgio Lauro, Geppi Cucciari     | Luca Bernardini | Guido Crosetto                                                                                            | RaiPlay Sound |
| 25 marzo 2025    | Giorgio Lauro, Geppi Cucciari     | Luca Bernardini | Fausto Bertinotti; Marcuzzi; Freni; Nevi; Gasparri                                                        | RaiPlay Sound |
| 1 aprile 2025    | Geppi Cucciari, Brenda Lodigiani  | Luca Bernardini | Matteo Bassetti; Simona Ventura; Maurizio Gasparri; Dario Nardella; Clemente Mastella; Arianna Manfredini | RaiPlay Sound |
| 3 aprile 2025    | Brenda Lodigiani, Geppi Cucciari  | Luca Bernardini | Carlo Cottarelli; Vittoria Baldino; Oscar Farinetti; Giancarlo Aneri                                      | RaiPlay Sound |
| 14 aprile 2025   | Geppi Cucciari, Brenda Lodigiani  | Luca Bernardini | Gianpiero Patuanelli; Andrea Crisanti; Paolo Bertolucci; Emma Versace; Luca Finzi; Maurizio Gasparri      | RaiPlay Sound |
| 15 aprile 2025   | Geppi Cucciari                    | Luca Bernardini | Massimiliano Fedriga; Giorgio Mulè                                                                        | RaiPlay Sound |
| 16 aprile 2025   | Geppi Cucciari, Serena Dandini    | Luca Bernardini | Alessandro Zan; Luca Guadagnino; Massimiliano Fuksas; Carlo Fidanza                                       | RaiPlay Sound |
| 17 aprile 2025   | Geppi Cucciari, Brenda Lodigiani? | Luca Bernardini | Bonelli; Andrea Orlando; Cristopher Marino                                                                | RaiPlay Sound |
| 18 aprile 2025   | Giorgio Lauro, Geppi Cucciari     | Luca Bernardini | Nicola Fratoianni; Fabrizio Pregliasco; Barbara Alberti; Matteo Orfini; Lory Del Santo                    | RaiPlay Sound |
| 20 maggio 2025   | Giorgio Lauro, Brenda Lodigiani   | Luca Bernardini | Matilde Siracusano; Al Bano Carrisi                                                                       | RaiPlay Sound |
| 21 maggio 2025   | Giorgio Lauro, Brenda Lodigiani   | Luca Bernardini | Urbano Cairo; Nichi Vendola                                                                               | RaiPlay Sound |
| 22 maggio 2025   | Giorgio Lauro, Brenda Lodigiani   | Luca Bernardini | Federico Freni; Graziano Delrio                                                                           | RaiPlay Sound |
| 23 maggio 2025   | Giorgio Lauro, Brenda Lodigiani   | Luca Bernardini | Ignazio La Russa; Paolo Zangrillo; Giovanni Minoli                                                        | RaiPlay Sound |
| 26 maggio 2025   | Giorgio Lauro, Geppi Cucciari     | Luca Bernardini | Tony Cantalamessa; Maurizio Lupi; Marco Lucarelli; Maurizio Gasparri                                      | RaiPlay Sound |
| 27 maggio 2025   | Giorgio Lauro, Geppi Cucciari     | Luca Bernardini | Silvia Salis; Alessandro Sallusti                                                                         | RaiPlay Sound |
| 28 maggio 2025   | Giorgio Lauro, Geppi Cucciari     | Luca Bernardini | Carlo Cottarelli; Carlo De Carlo; Vittorio Baldini; Giuseppe Cattaneo; Nada                               | RaiPlay Sound |
| 29 maggio 2025   | Giorgio Lauro, Geppi Cucciari     | Luca Bernardini | Beppe Sala; Andrea Stroppa (telefono); Alessandro Gigante; Maurizio Gasparri (telefono)                   | RaiPlay Sound |
| 30 maggio 2025   | Giorgio Lauro, Geppi Cucciari     | Luca Bernardini | Gabriele Albertini; Nicola Fratoianni                                                                     | RaiPlay Sound |
| 2 giugno 2025    | Giorgio Lauro, Geppi Cucciari     | Luca Bernardini | Angelo Bonelli; telefono: Carlo Cottarelli                                                                | RaiPlay Sound |
| 3 giugno 2025    | Giorgio Lauro, Geppi Cucciari     | Luca Bernardini | Elly Schlein                                                                                              | RaiPlay Sound |
| 4 giugno 2025    | Giorgio Lauro, Geppi Cucciari     | Luca Bernardini | Carlo Nordio                                                                                              | RaiPlay Sound |
| 5 giugno 2025    | Giorgio Lauro, Geppi Cucciari     | Luca Bernardini | – | RaiPlay Sound |
| 6 giugno 2025    | Giorgio Lauro, Geppi Cucciari     | Luca Bernardini | – | RaiPlay Sound |
| 9 giugno 2025    | Giorgio Lauro, Geppi Cucciari     | Luca Bernardini | – | RaiPlay Sound |
| 10 giugno 2025   | Giorgio Lauro, Geppi Cucciari     | Luca Bernardini | Raffaele Nevi; Carlo Calenda; Nicola Fratoianni                                                           | RaiPlay Sound |
| 11 giugno 2025   | Giorgio Lauro, Geppi Cucciari     | Luca Bernardini | Pier Luigi Bersani; Maurizio Lupi; Marianna Puolo                                                         | RaiPlay Sound |
| 12 giugno 2025   | Giorgio Lauro, Geppi Cucciari     | Luca Bernardini | Lucio Malan; Mario Tozzi; Andrea Crisanti                                                                 | RaiPlay Sound |
| 13 giugno 2025   | Giorgio Lauro, Geppi Cucciari     | Luca Bernardini | – | RaiPlay Sound |